# Phelps (hrabstwo Ontario)
Phelps – wieś w Stanach Zjednoczonych, w stanie Nowy Jork, w hrabstwie Ontario.